# Karlskoga bergslags härad

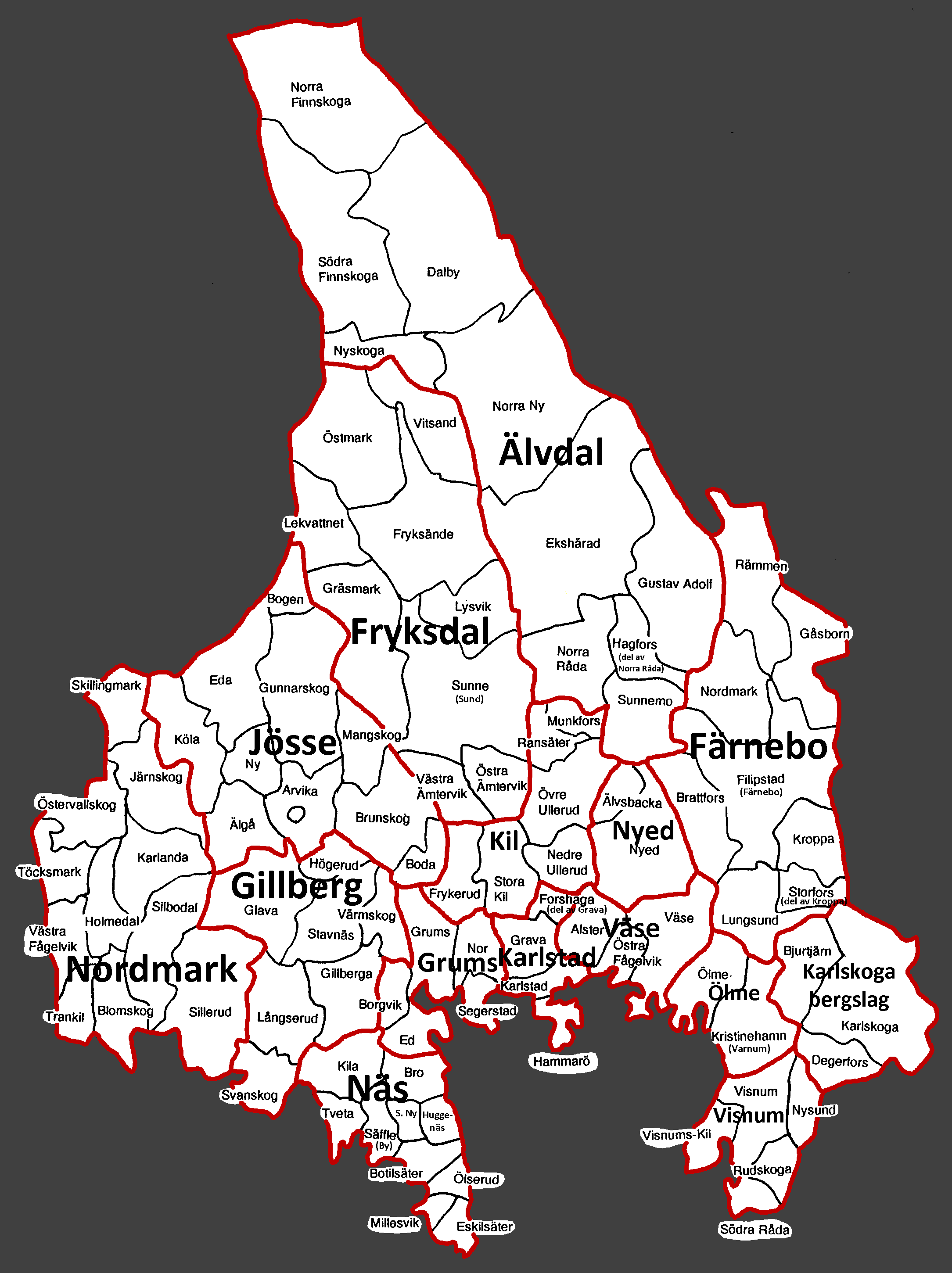
Värmlands härader.

Karlskoga bergslags härad var ett härad i den östra delen av landskapet Värmland. Det har sitt namn efter Karlskoga bergslag. Häradet omfattade nuvarande Karlskoga kommun och större delen av Degerfors kommun, vilka idag är en del av Örebro län, samt en socken i nuvarande Storfors kommun i Värmlands län. Den totala arealen mätte drygt 744 km² och befolkningen uppgick år 1909 till 17 268 invånare.
Tingsstället var ambulerande före 1736 därefter i Källmo vid Gälleråsen till 1880. 1880 flyttade tingsstället till Karlskoga.

## Geografi
Större delen av Karlskoga bergslags härad utgjordes av den del av Värmland som alltjämt räknas till Örebro län. Området är beläget öster om sjöarna Alkvettern och Lonnen och kring sjön Möckeln. I denna mynnar Svart- och Timsälvarna. Möckeln avvattnas i sin tur av Letälven vilken utgör gränsen mellan landskapen Värmland och Närke.  Området genomkorsas i nordsydlig riktning av flera åsryggar, vilka är avstickare till de i öster belägna Kilsbergen. I häradets södra delar når dessa mer beskedliga höjder och övergår i en uppodlad slättbygd som dock ger låg avkastning. I norr är området mer skogbeklätt och övergår här i Noraskog, och till häradets övriga huvudnäringar hörde skogs- och bergsbruket. Karlskoga bergslags härad gränsade i sydost till Edsbergs härad, i öster till Örebro härad och Nora och Hjulsjö bergslag och i nordost till Grythytte och Hällefors bergslag. I sydväst låg Visnums härad, i väst Ölme härad och i nordväst Färnebo härad vilka hörde till Värmlands län.
Häradet hade två municipalsamhällen där det ena - Degerfors municipalsamhälle - år 1943 kom att ombildas till Degerfors köping, och det andra - Karlskoga municipalsamhälle - år 1940 fick stadsrättigheter och blev Karlskoga stad. Den största tätorten förutom Karlskoga är Degerfors, belägen omkring 56 kilometer väster om Örebro.

### Socknar
Karlskoga bergslags härad omfattade följande socknar:   
I Karlskoga kommun
- Karlskoga socken

I Degerfors kommun
- Degerfors socken, som bildades 1883/1925 ur Karlskoga socken och ombildades 1943 till Degerfors köping

I Storfors kommun
- Bjurtjärns socken, som 1952 överfördes från Örebro län till Värmlands län

Karlskoga stad bildad 1940 hade ingen egen jurisdiktion utan ingick i häradets jurisdiktion.

## Historia
Fornlämningar i området i ostligaste Värmland visar att det delvis var bebott redan under stenåldern. Det var dock inte förrän år 1268 som området för första gången omnämndes i skrift, och det förefaller som om skogarna och de öppna områdena kring sjön Möckeln då lockade nybyggare från de västra delarna av Närke att kolonisera området. Socknen grundades år 1586 och häradet omnämns för första gången år 1601, men under det tidiga 1600-talet finns inget som tyder på att bergslagsbruket letat sig så pass långt västerut. Under kung Karl IX:s regeringstid upptäckte man dock markernas potential och i mitten av 1600-talet uppfördes ett tiotal hyttor i området, däribland i Valåsen, Björkborn och Bofors. Området fick bergsprivilegier år 1650. Namnet kommer från nämnde kung, från att tidigare varit känt som Möckelsbodar. Häradets ursprungliga tingsplats låg i Källmo by strax norr om Karlskoga, där ett häradshäkte från år 1805 fortfarande finns bevarat. År 1883 flyttades häradsrätten till de nybyggda tingshuset Karlshall i Karlskoga kyrkby, vilket dock kom att rivas år 1945.
Under 1800-talet gick den tidigare blomstrande järnindustrin in i en krisperiod och flera bruk tvingades stänga i Karlskoga bergslags härad. Bland dem som överlevde räknas Valåsen som inriktade sig på skogsbruk och idag hyser en av Sveriges största sågverk, samt Bofors som inriktade sig på mer specialiserad stålframställning. En Lancashiresmedja och ett valsverk grundades, och Bofors blev med tiden ett av landets största bruk. År 1893 köpte Alfred Nobel hela bruket och tillverkningen av kanoner tog fart. Med tiden växte Bofors till att bli en av landets största och viktigaste vapenindustrier. När Värmlandsbanan och Nora Bergslags järnväg (NBJ) färdigställdes i början av 1900-talet tog också utvecklingen i den blivande staden Karlskoga fart, vilken kom att växa fram kring bruket. Även i häradets södra delar växte ett brukssamhälle fram kring det på 1660-talet grundade järnverket i Degerfors vid sjön Möckelns södra del. Orten som växte fram utanför bruksområdet kallades ursprungligen för Jannelund, men kom från år 1938 att gå under namnet Degerfors.
Bland häradets sevärdheter märks bl.a. Björkborns herrgård som uppfördes åren 1812-1814 och som var Alfred Nobels hem under hans sista år i livet. Herrgården hyser idag ett museum som berättar om Nobels liv. Vidare märks Karlskoga kyrka som färdigställdes kring sekelskiftet 1600, men som fick sitt nuvarande utseende under 1700-talets början.

## Län, fögderier, domsagor, tingslag och tingsrätter
Häradet har från 1779 hört till Örebro län, innan dess Närkes och Värmlands län. 1817 överfördes häradet till Närkes lagsaga, från att tidigare tillhört Värmlands lagsaga. 1952 överfördes Bjurtjärns socken till Värmlands län. Församlingarna tillhör Karlstads stift.
Häradets socknar hörde till följande fögderier:
- 1720-1856 Leke och Karlskoga fögderi
- 1857-1917 Nora fögderi
- 1918-1990 Karlskoga fögderi dock för Bjurtjärns socken bara till 1952

Bjurtjärns socken tillhörde mellan 1952 och 1966 Östersysslets fögderi och mellan 1967 och 1990 till Filipstads fögderi
Häradets socknar tillhörde följande domsagor, tingslag och tingsrätter:
- 1680-1970 Karlskoga tingslag under
  - 1680-1755 Karlskoga, Visnums, Ölme, Väse, Kils, Fryksdals nedre, Fryksdals övre, Älvdals nedre och Älvdals övre häraders domsaga
  - 1756–1829 Karlskoga, Ölme, Visnums, Väse och Färnebo häraders domsaga kallad Östersysslets domsaga
  - 1830–1854 Karlskoga, Edsbergs, Lekebergslagens, Hardemo, Grimstens, Sundbo och Kumla häraders domsaga kallad Västernärkes domsaga med
  - 1855-1950  Nora domsaga (Karlskoga, Nora och Hjulsjö bergslags och Grythytte och Hällefors bergslags härader)
  - 1951-1970 Karlskoga domsaga, dock bara till 1952 för Bjurtjärns socken,

- 1971-2009 Karlskoga tingsrätt och dess domsaga, dock ej för Bjurtjärns socken
- 2009- Örebro tingsrätt och dess domsaga, dock ej för Bjurtjärns socken

Bjurtjärns socken tillhörde från 1952
- 1952-1970 Östersysslets tingslag

- 1971-2005 Kristinehamns tingsrätt och dess domsaga
- 2005- Värmlands tingsrätt och dess domsaga

## Häradsdomare
| Period    | Namn          | Levnadstid | Övrigt |
| --------- | ------------- | ---------- | ------ |
| 1648-     | Nils Jonsson  | -1654      |        |
| 1649-1666 | Jon Björnsson | -1666      |        |
| 1699-     | Olof Jonsson  | 1634-1713  |        |

### Webbkällor
- Nationella arkivdatabasen för uppgifter om fögderier, domsagor, tingslag och tingsrätter